# Dahalo jezik
Dahalo jezik (guo garimani, sanye; ISO 639-3: dal), jedan od sedam južnokušitskih jezika, afrazijska porodica, kojim govori 400 ljudi (1992 M. Brenzinger) od ukupno 400 etničkih pripadnika plemena Dahalo. Govori se u kenijskoj provinciji Coast u distriktima Lamu i Tana River, blizu ušća rijeke Tana, no po nekim mišljenjima možda je već izumro. 
Ne smije se brkati s jezikom sanye [ssn] (ili Waata), koji pripada podskupini oromo. Postoje i pucketavi click-glasovi, ali je nesrodan jezicima kojsanske porodice.

## Glasovi
59: p tD t k kW ? b dD d g gW mb ndD nd Ng NgW p' t' tD' k' kW' b< d< d_< ts tS dz dZ ndz ndZ ts' tS' f H h B v 6D 9 s S "hlF m n n_ rr "l "tlF "dlF "tlF' j w i "e a "o u | n|

## Vanjske poveznice
- Ethnologue (14th)
- Ethnologue (15th)